# Gutenberg-Museum

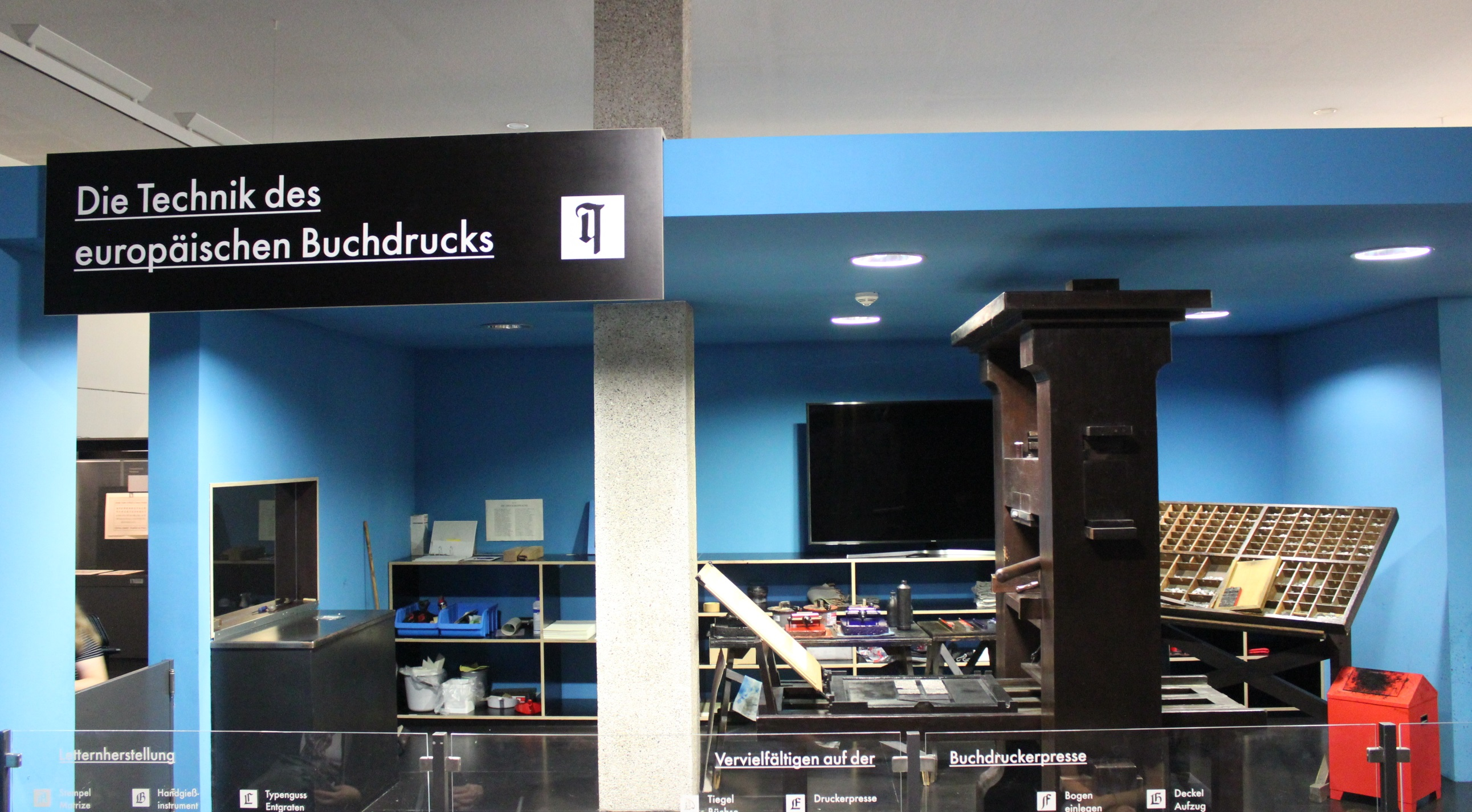
Rekonstruierte Gutenberg-Druckpresse im Gutenberg-Museum

Das Gutenberg-Museum in Mainz ist eines der ältesten Druck- und Schriftmuseen der Welt. Es widmet sich dem Erbe von Johannes Gutenberg, der in Mainz den Buchdruck mit beweglichen Lettern erfand. Zu den Hauptattraktionen zählen eine rekonstruierte Druckerpresse und zwei Exemplare der Gutenberg-Bibel. Wechselausstellung präsentieren Themen der Typografie und der Buchgestaltung.
Derzeit (Stand 2025) ist ein Neubau des Museums gegenüber dem Mainzer Dom geplant. Zuvor war das Museum in mehreren Gebäuden in der Altstadt untergebracht. Seit November 2024 befindet sich die neue Ausstellung Gutenberg-Museum MOVED als Interimslösung in den dafür sanierten Räumlichkeiten des Naturhistorischen Museums nahe dem Museumsstandort am Liebfrauenplatz.

## Geschichte

### Gründung und Eröffnung
Bürger der Stadt gründeten das Museum im Jahre 1900 anlässlich des 500. Geburtstags Johannes Gutenbergs, um dessen Erfindungen und Kunstwerke einem breiten Publikum bekannt zu machen. Des Weiteren sollten Schrift- und Druckstücke möglichst vieler verschiedener Kulturen ausgestellt werden. Die Eröffnung des Museums fand am 23. Juni 1901 statt.

### Gebäudegeschichte

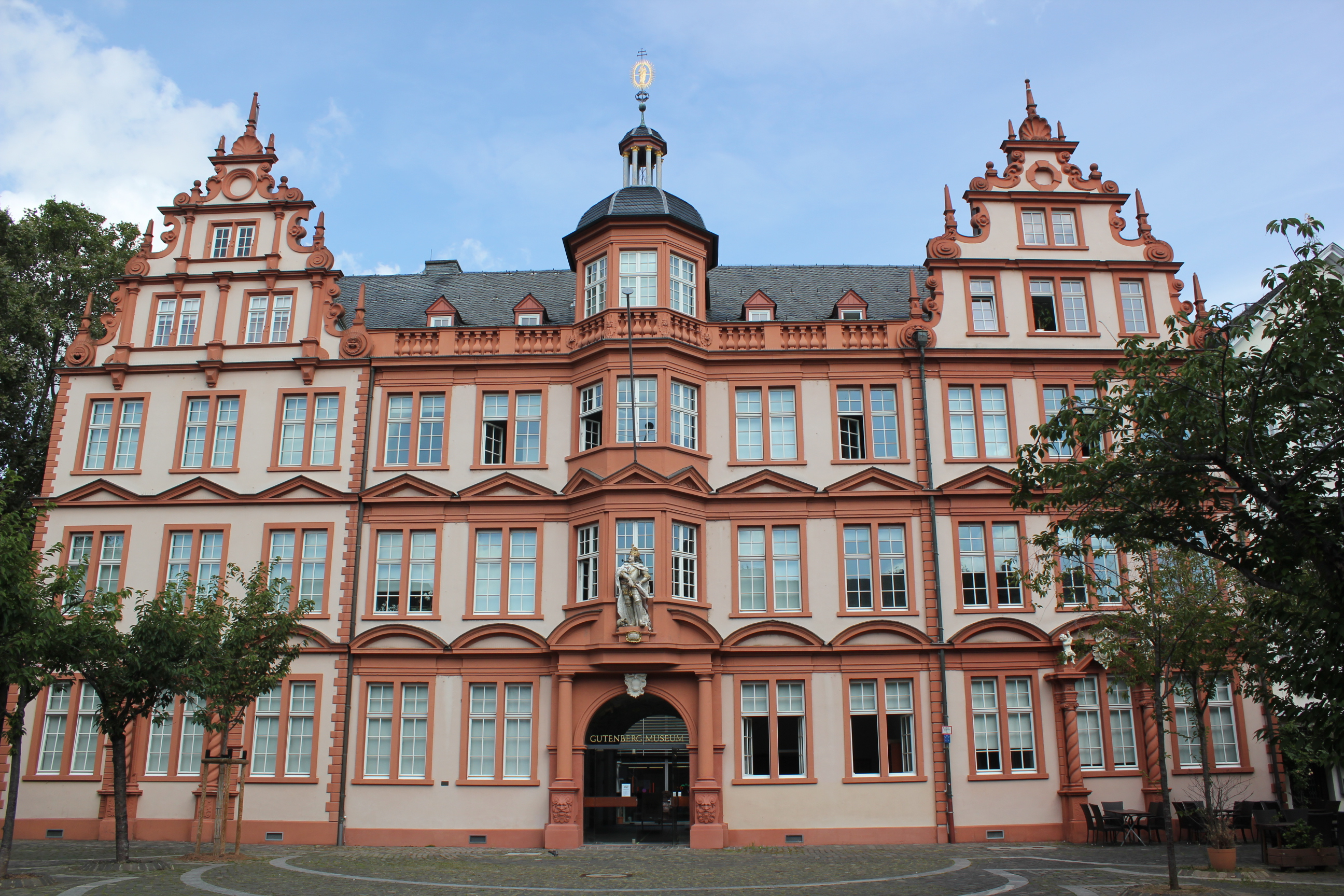
Altbau Zum Römischen Kaiser

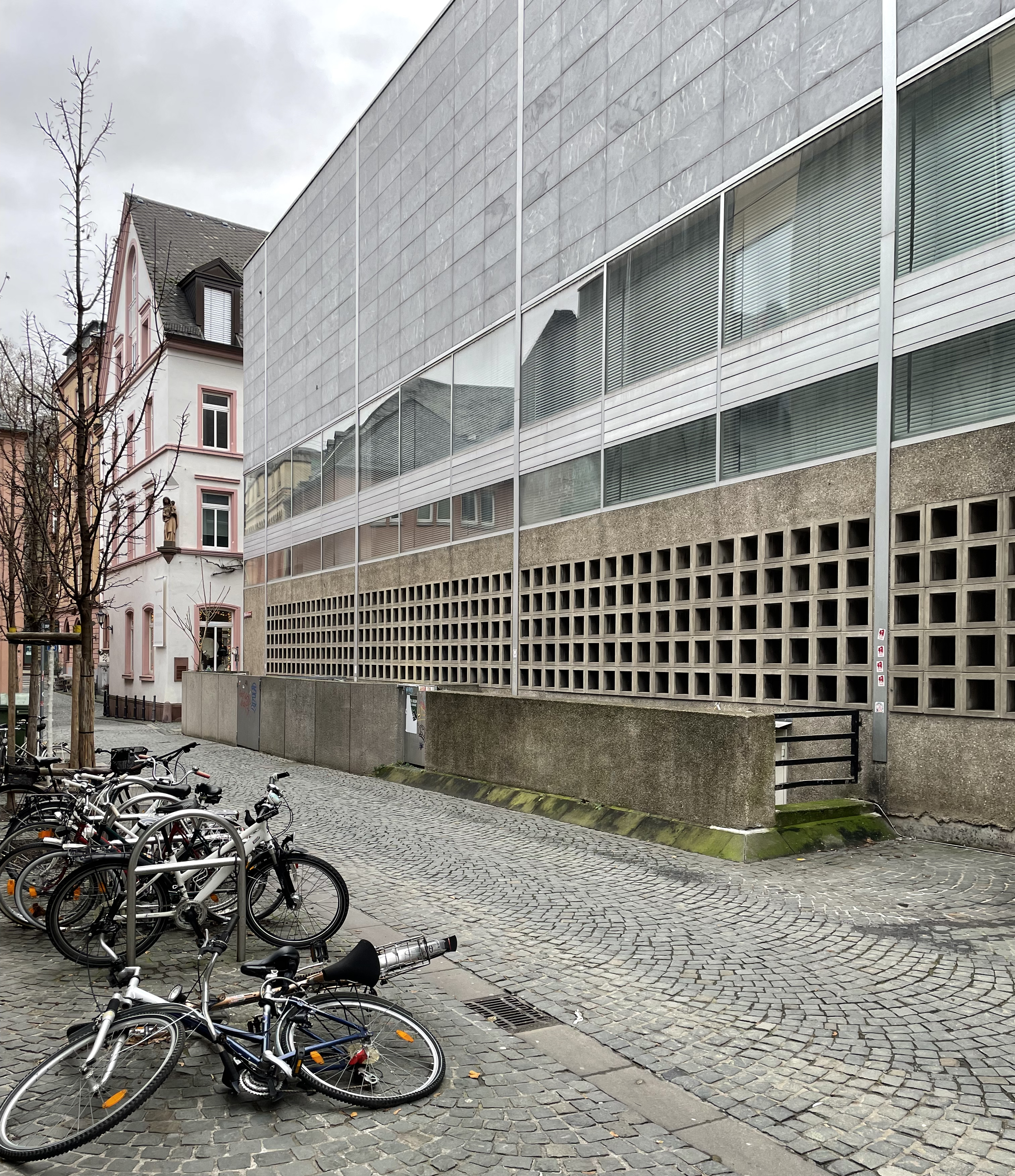
Schell-Bau von 1962

Das Museum befand sich ursprünglich in zwei Räumen im Kurfürstlichen Schloss Mainz, das auch die Stadtbibliothek beherbergte. Das Museum zog 1912 in das neue Bibliotheksgebäude in der Rheinallee. Im Jahre 1925 dachte man über eine räumliche Trennung des Museums und der Stadtbibliothek nach.
1926 zog das Museum in Räumlichkeiten des Hauses Zum Römischen Kaiser um. Fünf Jahre später, 1932, übernahm das Museum das ganze Haus. Im Zweiten Weltkrieg wurde das Gebäude bei Bombenangriffen der Alliierten zerstört, die Exponate konnten jedoch zum Großteil gerettet werden.
Im Jahr 1962 wurde die Restaurierung des Baus beendet und ein unter dem Architekten Rainer Schell errichteter Neubau an der Mailandsgasse eröffnet. Die Eingangstore stammen vom Bildhauer Karl-Heinz Krause. Das Museumsensemble beherbergt seitdem die Sammlung, die Museumsverwaltung, die Gutenberg-Gesellschaft, das Mainzer Minipressen-Archiv, eine Restaurierabteilung und eine Fachbibliothek.
Das Museum wurde im Jahr 2000 nach Plänen des Karlsruher Büros rossmann+partner Architekten samt einem zweiten Erweiterungsbau nach zweijähriger Bauzeit vollständig saniert. Der Hauptbau mit 2400 Quadratmetern wurde damals um weitere 600 m² an der Seilergasse erweitert.
In einem Planungswettbewerb zur Erweiterung des Museums wurden 2016 drei Architektenentwürfe in die engere Wahl genommen, die einen Umbau und eine Erweiterung des Museums zu einem Gutenberg-Quartier zum Ziel hatten. Über den Bau des als Bibelturm bekannten Siegerentwurfs eines Hamburger Architekturbüros hat am 15. April 2018 der erste Bürgerentscheid der Mainzer Stadtgeschichte entschieden. Der Vorschlag wurde mit 77,3 Prozent der abgegebenen Stimmen abgelehnt, die Wahlbeteiligung lag bei rund 40 Prozent.
Im Juni 2020 sprach sich die von der Stadt Mainz einberufene „Arbeitswerkstatt zur Modernisierung des Gutenberg-Museums“ nach zweijährigen Beratungen dafür aus, den sanierungsbedürftigen Schell-Bau des Museums abzureißen und durch einen Neubau am selben Standort zu ersetzen. Diese Empfehlung wurde durch den Stadtrat beschlossen. Der Schell-Bau am Liebfrauenplatz schloss am 7. Oktober 2024 seine Türen, und am 23. November 2024 wurde eine Interimsausstellung im Naturhistorischen Museum eröffnet.

### Sammlungsgeschichte

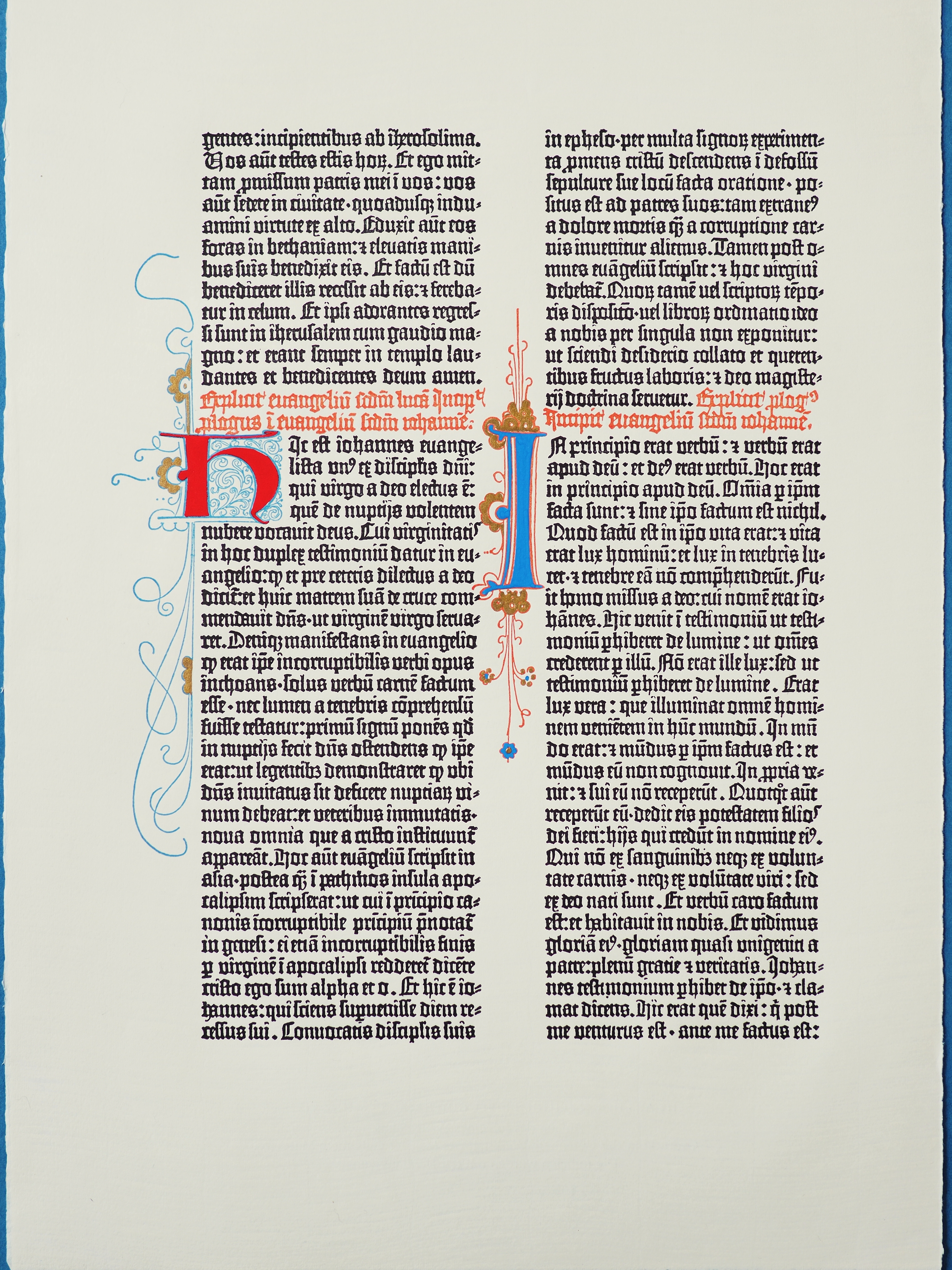
Faksimile einer Seite der Gutenberg-Bibel, als Souvenir auf der rekonstruierten Gutenberg-Presse gedruckt und handkoloriert

Die Basis der Sammlung bilden von Verlegern, Druckerpressenherstellern und Druckereien gespendete Bücher und Maschinen. In seinen ersten Jahren war das Museum Teil der Stadtbibliothek Mainz, sodass bedeutende Stücke der Bibliothek im Museum ausgestellt wurden. Besucher konnten nun einen Überblick über 500 Jahre Buchdruck erlangen. Mit der Zeit sammelte das Museum Exponate in den Bereichen Drucktechnik, Typografie, Kunstdruck, Papier, Geschichte der Schrift in verschiedenen Kulturen usw.
Im Jahr 1925 wurde eine der größten Attraktionen des Museums installiert: eine Rekonstruktion der Werkstatt Johannes Gutenbergs. Im folgenden Jahr wurde ein Exemplar der 42-zeiligen Gutenberg-Bibel erworben.
1978 wurde in New York mit einer zweibändigen Gutenberg-Bibel, dem sogenannten Shuckburgh-Exemplar, das wertvollste Exponat des Museums erworben. 1981 wurde die Sammlung Blanckertz erworben.

### Direktoren
- 1920–1962: Aloys Ruppel
- 1963–1977: Helmut Presser
- 1977–1987: Hans Adolf Halbey
- 1987–2010: Eva-Maria Hanebutt-Benz
- 2010–2022: Annette Ludwig
- seit April 2022: Ulf Sölter

## Sonder- und Wechselausstellungen (Auswahl)
- Bilderbogen aus Epinal (27. April 1988 – 27. Juni 1988)
- Moving Types – Lettern in Bewegung (21. Oktober 2011 – 22. April 2012)
- On Type: Texte zur Typografie (11. November 2011 – 6. Mai 2012)
- Call for Type. New Typefaces / Neue Schriften (6. Juni 2013 – 27. Oktober 2013)
- Von der Keilschrift zum Emoji (19. Mai 2020 – 27. September 2020)
- Noten für die Welt (16. Juli 2021 – 7. November 2021)

## Förderorganisationen
- Gutenberg-Gesellschaft
- Gutenberg Stiftung
- Freundeskreis Gutenberg[7]